# Gościęcin (gromada)
Gościęcin – dawna gromada, czyli najmniejsza jednostka podziału terytorialnego Polskiej Rzeczypospolitej Ludowej w latach 1954–1972.
Gromady, z gromadzkimi radami narodowymi (GRN) jako organami władzy najniższego stopnia na wsi, funkcjonowały od reformy reorganizującej administrację wiejską przeprowadzonej jesienią 1954 do momentu ich zniesienia z dniem 1 stycznia 1973, tym samym wypierając organizację gminną w latach 1954–1972.
Gromadę Gościęcin z siedzibą GRN w Gościęcinie utworzono – jako jedną z 8759 gromad na obszarze Polski – w powiecie kozielskim w woj. opolskim, na mocy uchwały nr VII/22/54 WRN w Opolu z dnia 4 października 1954. W skład jednostki weszły obszary dotychczasowych gromad Gościęcin, Karchów i Mierzęcin oraz osada Damnik z dotychczasowej gromady Urbanowice ze zniesionej gminy Gościęcin w tymże powiecie. Dla gromady ustalono 20 członków gromadzkiej rady narodowej.
31 grudnia 1959 do gromady Gościęcin włączono wieś Urbanowice ze zniesionej gromady Łężce oraz wieś Borzysławice ze zniesionej gromady Ucieszków w tymże powiecie.
31 grudnia 1961 do gromady Gościęcin włączono obszar zniesionej gromady Naczęsławice w tymże powiecie. 
Gromada przetrwała do końca 1972 roku, czyli do kolejnej reformy gminnej. 1 stycznia 1973 w powiecie kozielskim utworzono gminę Gościęcin, zniesioną ponownie 30 października 1975.